# Klon (2010.)
Klon (izvornog naziva El Clon) je američko-kolumbijska telenovela nastala u koprodukciji američke televizijske kuće Telemundo i brazilske Rede Globo. Riječ je o preradi brazilske novele istoimenog naziva "O Clone" iz 2001. godine. Glavne uloge u telenoveli tumače Mauricio Ochmann i Sandra Echeverría, a telenovela se bavi temama kloniranja, islama i trgovine drogom.

## Sinopsis
"El clon" je melodrama u čijem je središtu ljubavni trokut između Lucasa, naočitog heroja, koji se zajedno sa svojim klonom natječe za naklonost i ljubav prema egzotičnoj ženi. Lucas je mladić kada se zaljubi u mladu arapsku djevojku Jade. Ona je postavljena u sredinu između modernih vrijednosti i islamske tradicije. Okolnosti ih razdvoje i prolaze dva desetljeća. Jade upoznaje Osvalda Daniela, klona identičnog Lucasu, no dvadeset godina mlađeg.

## Glumačka postava

### Protagonisti
| Glumac            | Lik                                        |
| ----------------- | ------------------------------------------ |
| Sandra Echeverria | Jade Mebarak                               |
| Mauricio Ochmann  | Lucas Ferrer Diego Ferrer † Osvaldo Daniel |

### Antagonisti
| Glumac          | Lik              |
| --------------- | ---------------- |
| Andrea López    | Marisa Antonelli |
| Juan Pablo Raba | Said Hashim      |

### Sporedne uloge
| Glumac/ica               | Lik                      |
| ------------------------ | ------------------------ |
| Saúl Lisazo              | Leonardo Ferrer          |
| Roberto Moll             | Augusto Albieri          |
| Géraldine Zivic          | Christina Miranda        |
| Daniel Lugo              | Ali Rashid               |
| Luz Estella Luengas      | Zoraida                  |
| Carla Evelyn Giraldo     | Latiffa                  |
| Mijail Mulkay Bordon     | Mohamed Hashim           |
| Andrea Montenegro        | Nazira Hashim            |
| Indhira Serrano          | Dora Encarnación Padilla |
| Pedro Telemaco           | Osvaldo Medina           |
| Abel Rodríguez           | Enrique "Ricky"          |
| Estefanía Gómez          | Vicky                    |
| Alexander Rodríguez      | Julio                    |
| Roberto Manrique         | Alejandro "Snake" Cortes |
| Laura Perico             | Natalia Ferrer Antonelli |
| Gary Forero              | Pablo                    |
| Adriana Romero           | Luisa                    |
| Claudia Liliana González | Clara                    |
| Victoria Gongora         | Lucia                    |

## Karakteristične melodije

### "El Velo Del Amor"
Naslovna melodija
Izvođači
- Mario Reyes
- Sandra Echeverria

### "Ana Baddy"
Melodija Jade i Lucasa
Izvođači
- Mario Reyes

### "Laily Lail"
Melodija Jade i Saida
Izvođači
- Mario Reyes
- Carol Samaha

## Vanjske poveznice
- Službena stranica[neaktivna poveznica]